# Wöhrmann-Denkmal

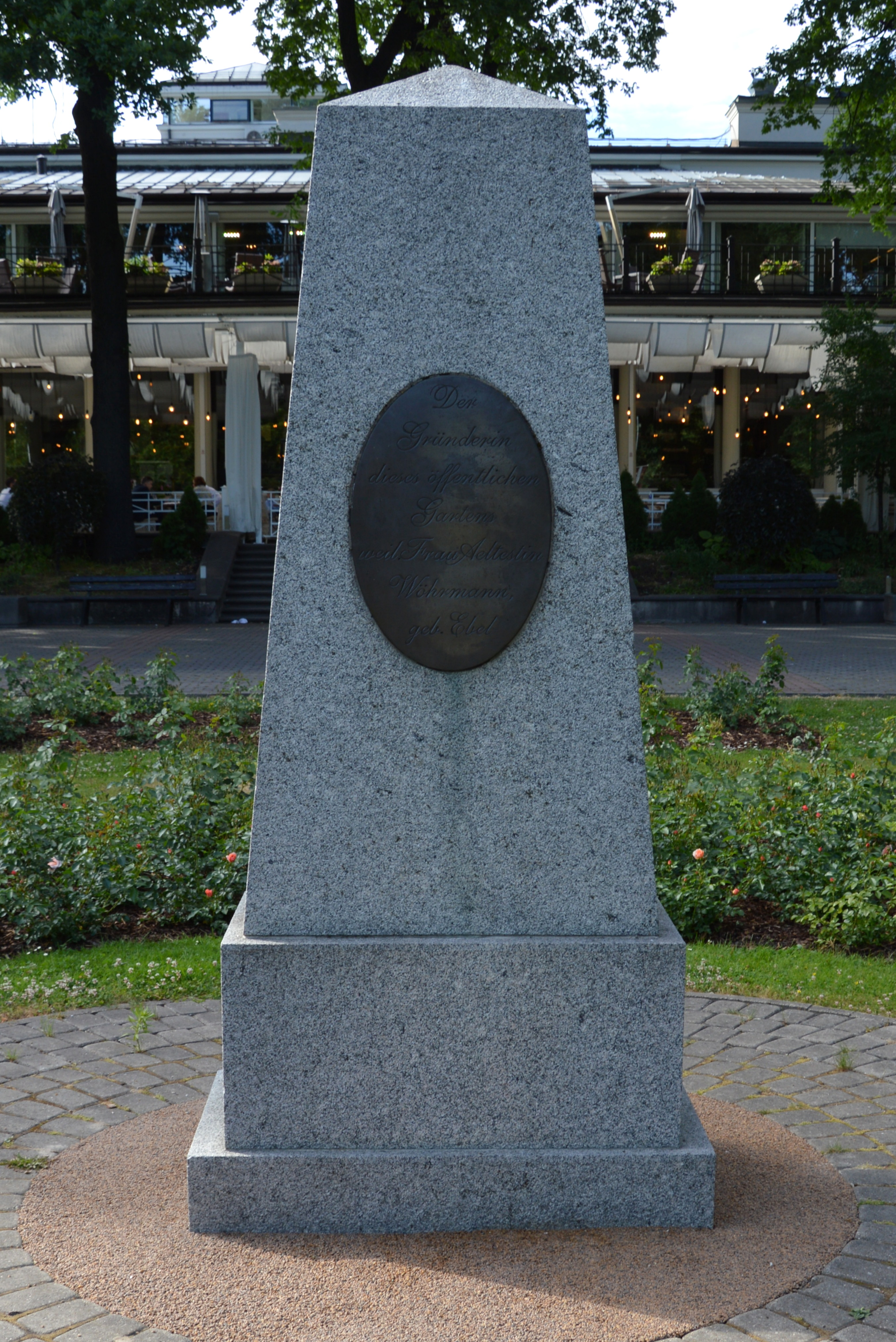
Wöhrmann-Denkmal, 2018

Das Wöhrmann-Denkmal ist ein Denkmal für die Mäzenatin Anna Wöhrmann (1750–1827) in der lettischen Hauptstadt Riga im von ihr mitbegründeten Park Wöhrmannscher Garten am östlichen Rand der Rigaer Altstadt, im nordwestlichen Teil des Parks.

## Geschichte

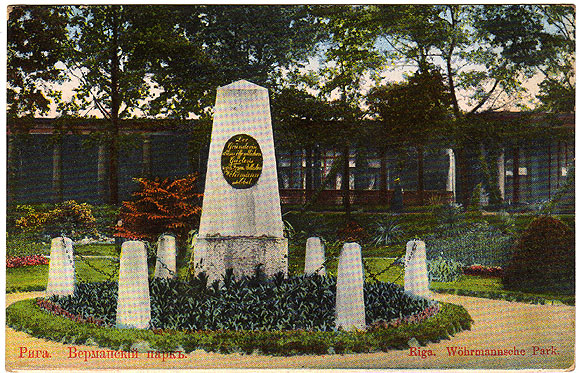
Historisches Wöhrmann-Denkmal, zwischen 1910 und 1918

Ihr Sohn Johann Christoph Wöhrmann, preußischer Generalkonsul, engagierte sich ebenfalls für den Park und veranlasste 1829 zur Erinnerung an seine Mutter die Aufstellung eines aus Granit gefertigten Obelisken, mitsamt einer deutschsprachigen Gedenktafel. Zum Ende des 19. Jahrhunderts wurde im Zuge einer Umgestaltung des Parks auch der Standort des Denkmals verändert. 1884 wurden nahe dem Obelisk zwei Löwen darstellende Skulpturen aufgestellt, die in der Werkstatt Augusta Folcas entstanden. Im Jahr 1954 ließen die sowjetischen Behörden das Denkmal abreißen und die Löwen umsetzen.

## Wiedererrichtung des Denkmals

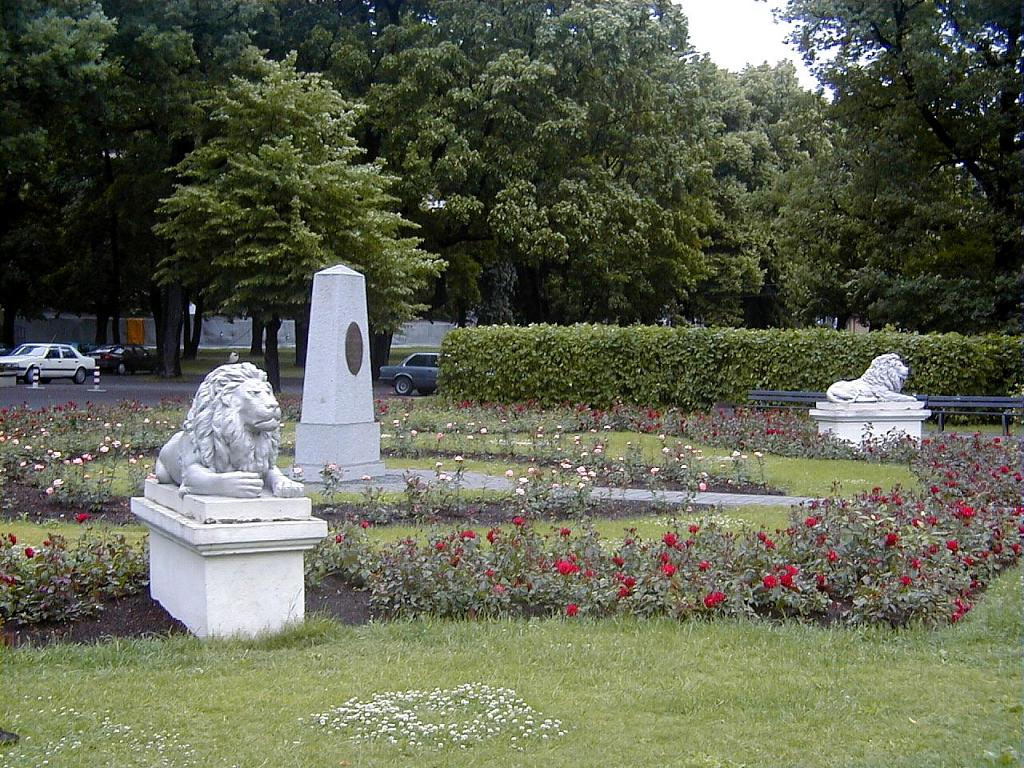
Denkmal mit Löwen, 2002

Seit 1998 an setzte sich eine Initiative für die Wiedererrichtung des Denkmals ein. Der Obelisk wurde rekonstruiert und die Löwen erneut aufgestellt. Die Einweihung erfolgte am 26. Juli 2000. Der neue Obelisk ist ein Werk von Inga Medne und Sandrs Skribnovskis. Die mit dem ursprünglichen Text neu hergestellte Bronzetafel stammt von Edvīns Krūmiņš. 2011 erfolgte eine Restaurierung der Löwenplastiken durch den Steinmetz Ivars Felbergs.
Auf dem Obelisken befindet sich in deutscher Sprache die Inschrift:
Der

Gründerin

dieses öffentlichen

Gartens

weil. Frau Aeltestin

Wöhrmann,

geb. Ebel
Auf der Rückseite des Obelisken befindet sich eine weitere Inschrift, die auf die Stiftung des Denkmals Bezug nimmt:
Von denjenigen, welche den Werth dieser Anlage zu schätzen wissen errichtet 1829